# Roberto Scarone
Roberto Scarone Rivera, né le 16 juillet 1917 et mort le 25 avril 1994 à Montevideo (Uruguay), est un joueur et entraîneur de football uruguayen. Il est le frère d'Héctor Scarone, un des plus grands joueurs de football d'avant-guerre.
Il est connu notamment pour sa réussite sur le banc du CA Peñarol, où en deux saisons il remporte notamment les deux premières éditions de la Copa Libertadores et la Coupe intercontinentale de 1961.

## Carrière
Footballeur professionnel dans les années 1940, ce latéral droit quitte le CA Peñarol à 22 ans pour le Club de Gimnasia y Esgrima La Plata où il évolue quelques saisons, avant de rejoindre le Club América, au Mexique, en 1943, puis le CF Atlante.
En 1948, il retourne au Club de Gimnasia y Esgrima La Plata dont il devient l'entraîneur. Il entame alors une longue carrière de technicien à travers l'Amérique latine, dont le sommet est son passage au CA Peñarol, son club formateur, où il prend la suite d'Hugo Bagnulo. En deux saisons, il y remporte deux titres de champion d'Uruguay, les deux premières éditions de la Copa Libertadores et une Coupe intercontinentale (en 1961). Sur ces succès, il est intégré au staff de la sélection nationale pour la coupe du monde de 1962 au Chili, auprès de Juan Carlos Corazzo, Juan López Fontana et Bagnulo.

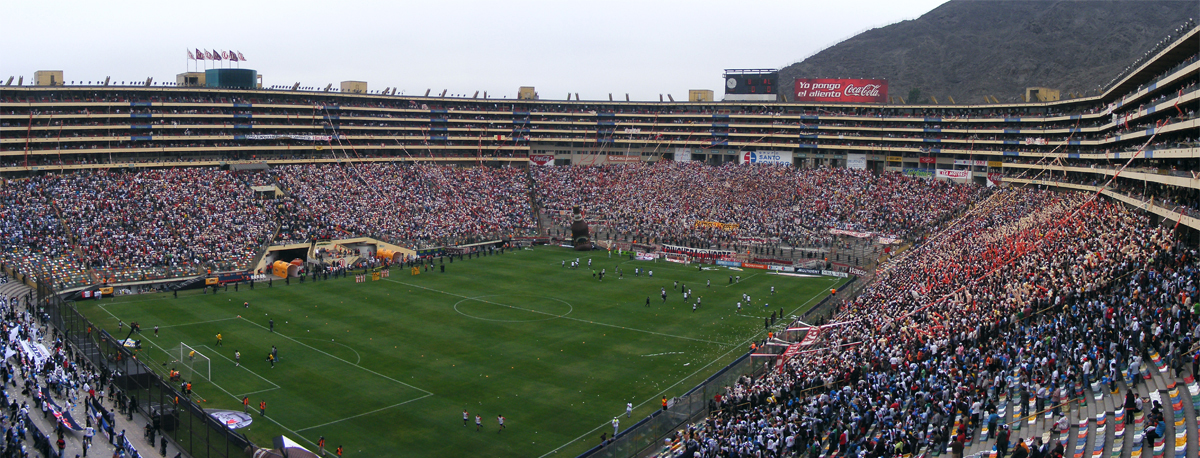
Vue intérieure du stade Monumental.

Par ailleurs, il connaît une certaine réussite au Pérou, où il remporte quatre titres de champion avec Centro Iqueño (1957) puis l'Universitario de Deportes (1969, 1971 et 1982), club qu'il mène également en finale de la Copa Libertadores en 1972, et au Mexique, où il mène son ancien club de Club América au titre en 1966.
En 1973, il dirige le Pérou lors des éliminatoires de la coupe du monde de 1974, sans succès.
En mars 2001, ses cendres sont répandues selon sa volonté sur la pelouse du stade Lolo Fernández (en) de l'Universitario de Deportes, à Lima.